# Eretmapodites mortiauxi
Eretmapodites mortiauxi är en tvåvingeart som beskrevs av Cunha Ramos och Ribeiro 1990. Eretmapodites mortiauxi ingår i släktet Eretmapodites och familjen stickmyggor.
Artens utbredningsområde är Angola. Inga underarter finns listade i Catalogue of Life.